# Franz von Hauer
Franz Ritter von Hauer (Viena, 30 de janeiro de 1822 — Viena, 20 de março de 1899) foi um geólogo austríaco. Filho de Joseph von Hauer (1778-1863), economista e paleontólogo. Foi laureado com a medalha Wollaston de 1882, concedida pela Sociedade Geológica de Londres.

## Obras (seleção)
- Beiträge über die Palaeontolographie von Österreich (1858–1859).
- com Guido Stache: Geologie Siebenbürgens. Nach den Aufnahmen der k. k. geologischen Reichsanstalt und Literarischen Hülfsmitteln. Wilhelm Braumüller, Wien 1863 (online).
- Geologische Uebersichtskarte der österreichisch-ungarischen Monarchie. Nach den Aufnahmen der k.k. geologischen Reichsanstalt bearbeitet von Franz Ritter v. Hauer. (12 folhas na escala de 1:576.000 e respetivas explicações) In: Jahrbuch der k.k. geologischen Reichsanstalt, ab 1867  (Digitalisat der Erläuterungen von Blatt VIII Siebenbürgen, 23 (1873), S. 71–116)
- Die Geologie und ihre Anwendung auf die Kenntnis der Bodenbeschaffenheit der Österr.-Ungar. Monarchie. 1. Auflage, Verlag Alfred Hölder, Wien 1875;  (2ª edição 1878, Online: Parte 1 e Parte 2).
- Die Cephalopoden des bosnischen Muschelkalkes von Han Bulog bei Sarajevo. Denkschriften der kaiserlichen Akademie der Wissenschaften, mathematisch-naturwissenschaftliche Klasse 1888, 54, 8 Tafeln, Wien 1888, S. 1–50.
- Geologische Karte von Oesterreich-Ungarn mit Bosnien-Hercegowina und Montenegro. Gezeichnet von Eduard Jahn (1896).

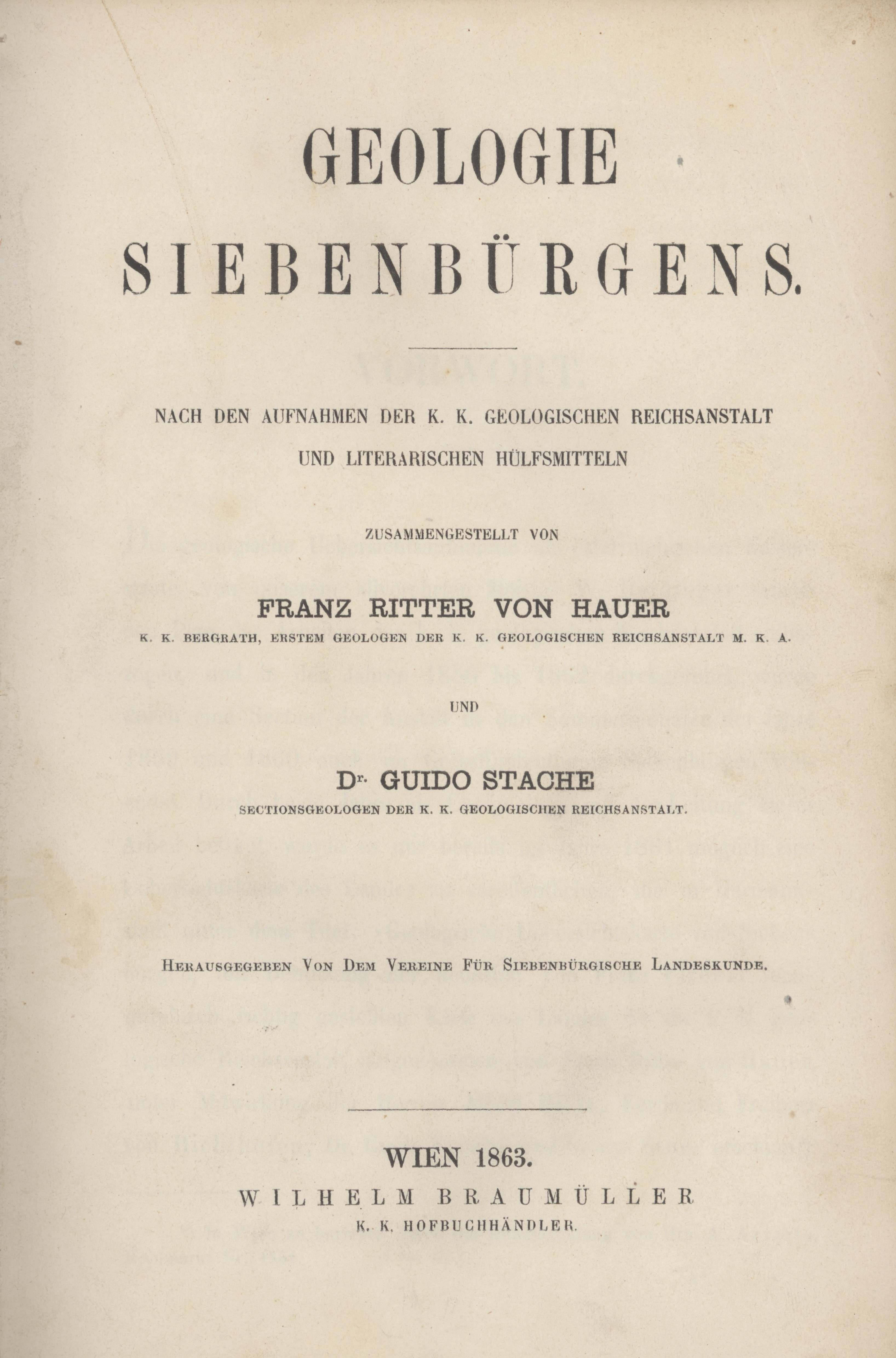
Titelblatt der Geologie Siebenbürgens von Hauer und Stache (1863)
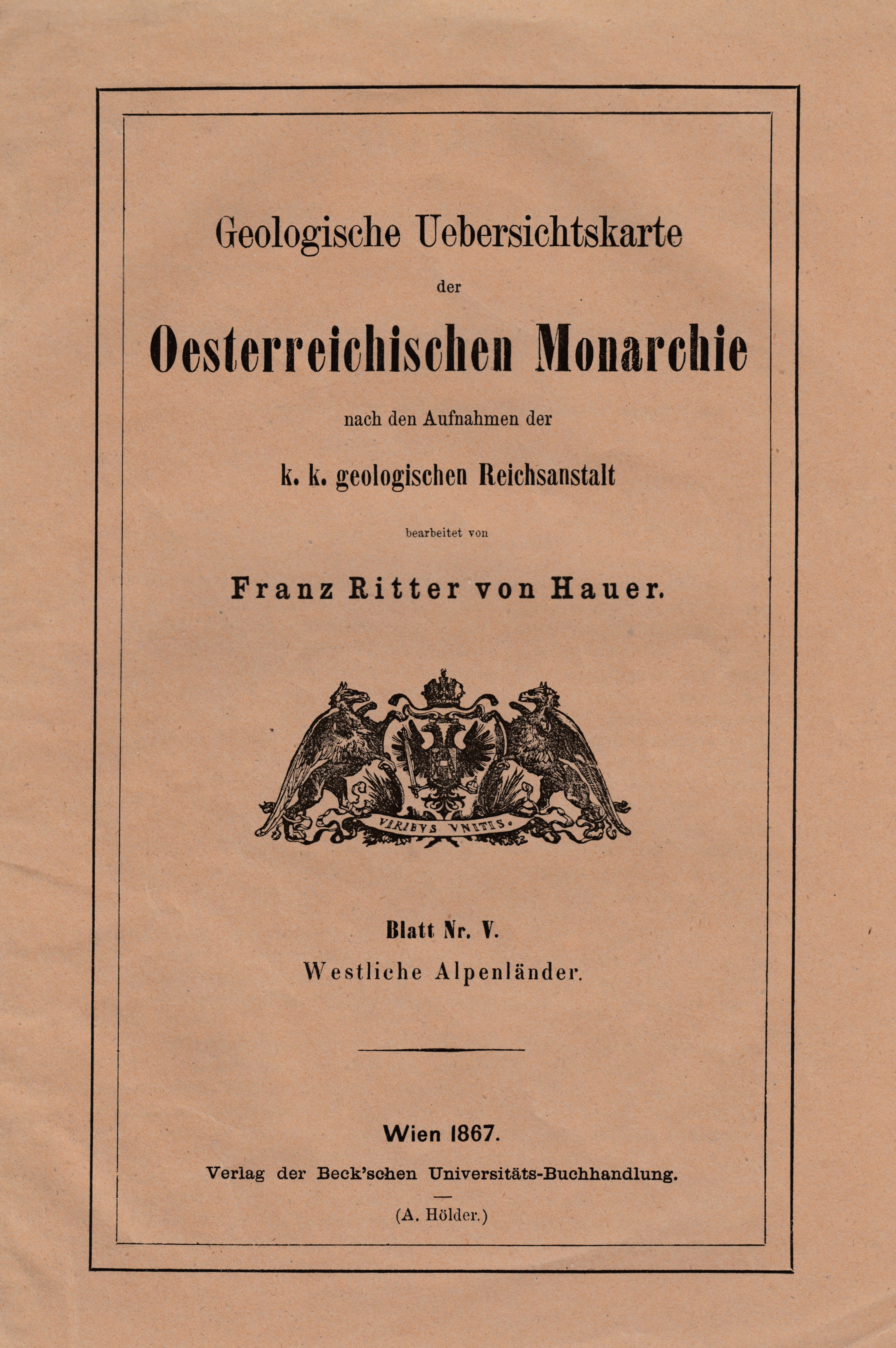
Titelblatt des Berichts zum Kartenblatt 5 der Geologischen Übersichtskarte der Oesterreichischen Monarchie (1867)

## Epônimos
O mineral hauerita foi denominado em sua homenagem.